# Marek Dyduch
Marek Dyduch (ur. 27 sierpnia 1957 w Świdnicy) – polski polityk, poseł na Sejm II, III, IV i IX kadencji (1993–2005, 2019–2023), sekretarz stanu w Ministerstwie Skarbu Państwa (2001–2002), sekretarz generalny Sojuszu Lewicy Demokratycznej (2002–2005).

## Życiorys
W 1991 ukończył studia prawnicze na Wydziale Prawa i Administracji Uniwersytetu Wrocławskiego. Kształcił się podyplomowo w zakresie zarządzania i marketingu w Wyższej Szkole Zarządzania i Przedsiębiorczości z siedzibą w Wałbrzychu (1997) i wyceny nieruchomości Uniwersytecie Przyrodniczym we Wrocławiu (2007). W latach 80. wstąpił do Związku Socjalistycznej Młodzieży Polskiej. W latach 1986–1991 sprawował funkcję przewodniczącego zarządu wojewódzkiego ZSMP w Wałbrzychu. Od 1982 do rozwiązania należał do Polskiej Zjednoczonej Partii Robotniczej, od 1988 jako członek komitetu wojewódzkiego PZPR w Wałbrzychu. Od 1990 działał w Socjaldemokracji Rzeczypospolitej Polskiej, w 1999 przystąpił do Sojuszu Lewicy Demokratycznej.
W latach 1993–2005 sprawował mandat posła na Sejm II, III i IV kadencji z ramienia SLD, wybranego w okręgach wałbrzyskich: nr 48 i nr 2. Ponadto od 1998 do 2000 pełnił mandat radnego sejmiku dolnośląskiego, kierował klubem radnych SLD. W 2005 bez powodzenia ubiegał się o mandat senatora z okręgu nr 2. W latach 2001–2002 był sekretarzem stanu w Ministerstwie Skarbu Państwa w rządzie Leszka Millera. 23 lutego 2002 został wybrany na sekretarza generalnego SLD (ponownie powoływano go na tę funkcję w 2003 i w 2004), wówczas zrezygnował ze stanowiska wiceministra. 29 maja 2005 złożył dymisję z funkcji sekretarza generalnego. Po odejściu z parlamentu zajął się prowadzeniem własnej działalności gospodarczej.
W 2006 został wybrany na radnego sejmiku województwa dolnośląskiego z ramienia koalicji Lewica i Demokraci. We wrześniu 2007 odszedł z SLD po nieumieszczeniu go na liście kandydatów LiD do parlamentu. W marcu 2008 współtworzył w sejmiku osobny klub radnych Polskiego Stronnictwa Ludowego. W styczniu 2010 powrócił do SLD, a w następnym miesiącu wystąpił z klubu PSL w sejmiku. W tym samym roku ponownie został radnym województwa, objął funkcję przewodniczącego klubu radnych SLD-PSL. W 2011 bezskutecznie ubiegał się o mandat poselski. W 2014 utrzymał mandat w sejmiku na kolejną kadencję. W 2015 ponownie kandydował do Sejmu jako lider wałbrzyskiej listy wyborczej Zjednoczonej Lewicy (koalicja ta nie przekroczyła wyborczego progu). W 2018 bez powodzenia ubiegał się o reelekcję w wyborach do sejmiku.
W styczniu 2019 prezydent Wrocławia Jacek Sutryk powołał go na swojego doradcę społecznego do spraw rozwoju aglomeracji wrocławskiej. W wyborach parlamentarnych w tym samym roku Marek Dyduch ponownie z ramienia SLD uzyskał mandat poselski. W Sejmie IX kadencji został zastępcą przewodniczącego Komisji Ochrony Środowiska, Zasobów Naturalnych i Leśnictwa. W październiku 2021 został wybrany na wiceprzewodniczącego powstałej z przekształcenia SLD Nowej Lewicy. W 2023 bez powodzenia ubiegał się o poselską reelekcję. W 2024 także bezskutecznie kandydował do sejmiku.

## Wyniki w wyborach parlamentarnych
| Wybory | Komitet wyborczy  | Komitet wyborczy                          | Organ             | Okręg              | Wynik           |
| ------ | ----------------- | ----------------------------------------- | ----------------- | ------------------ | --------------- |
| 1993   |                   | Sojusz Lewicy Demokratycznej              | Sejm II kadencji  | nr 48              | 9113 (3,53%)    |
| 1997   | Sejm III kadencji | Sojusz Lewicy Demokratycznej              | 27 097 (11,35%)   | nr 48              |                 |
| 2001   |                   | Sojusz Lewicy Demokratycznej – Unia Pracy | Sejm IV kadencji  | nr 2               | 33 287 (14,11%) |
| 2005   |                   | Sojusz Lewicy Demokratycznej              | Senat VI kadencji | nr 2               | 36 564 (18,78%) |
| 2011   | Sejm VII kadencji | Sojusz Lewicy Demokratycznej              | nr 2              | 7950 (3,53%)       |                 |
| 2015   |                   | Zjednoczona Lewica                        | nr 2              | Sejm VIII kadencji | 7370 (3,15%)    |
| 2019   |                   | Sojusz Lewicy Demokratycznej              | nr 2              | Sejm IX kadencji   | 14 451 (5,11%)  |
| 2023   |                   | Nowa Lewica                               | nr 2              | Sejm X kadencji    | 7507 (2,32%)    |